# Château des comtes Guidi
Le château des comtes Guidi (en italien : Castello dei Conti Guidi), est un château médiéval situé au centre de l'ancien village fortifié de Vinci (ville métropolitaine de Florence) en Toscane,.
Depuis 1953, il abrite le musée Léonard-de-Vinci.

## Historique
Après de nombreuses vicissitudes et modifications de la structure originale, le château revient en 1919 propriété de la commune de Vinci. Son aspect actuel, avec l'imposante tour du donjon des comtes Guidi, permet de comprendre la phase la plus ancienne de son histoire. Le complexe fortifié, avec les bâtiments ajoutés à la tour Guidi à partir du Moyen Âge, abrite aujourd'hui le musée Léonard-de-Vinci.
Le château, connu dans la tradition populaire sous le nom de Castello della nave en raison de sa forme allongée et de sa tour qui rappelle la forme d'un voilier, conserve à l'intérieur des armoiries peintes et sculptées, souvenir du podestat, et la Madonna con il Bambino en céramique  de Giovanni della Robbia de 1523.
À l'intérieur du château se trouve la Villa Vignozzi dont l'image était reproduite sur la première série des anciens billets de 50 000 lires.
Sur la place derrière le Musée se trouve la grande sculpture en bois de Mario Ceroli (it), L'Uomo di Vinci (1987), inspirée de la célèbre reproduction de l'Homme de Vitruve.

## Galerie

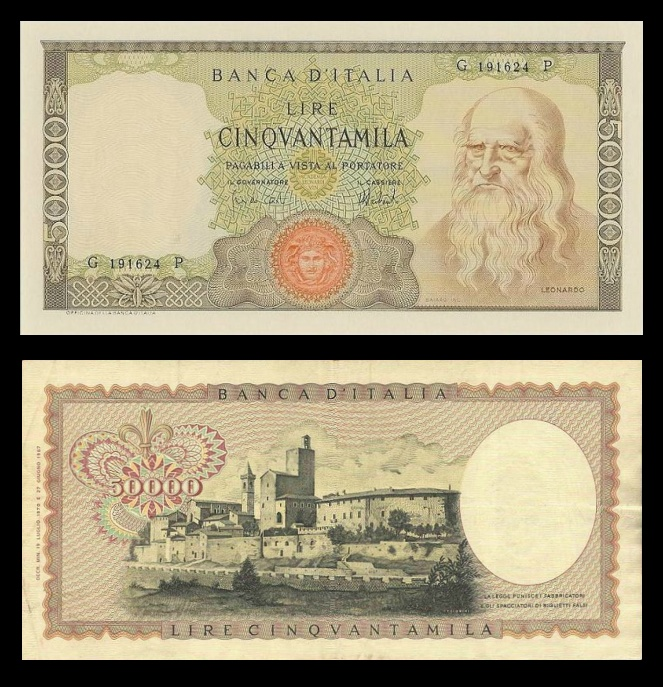
Le billet de 50 000 lires.
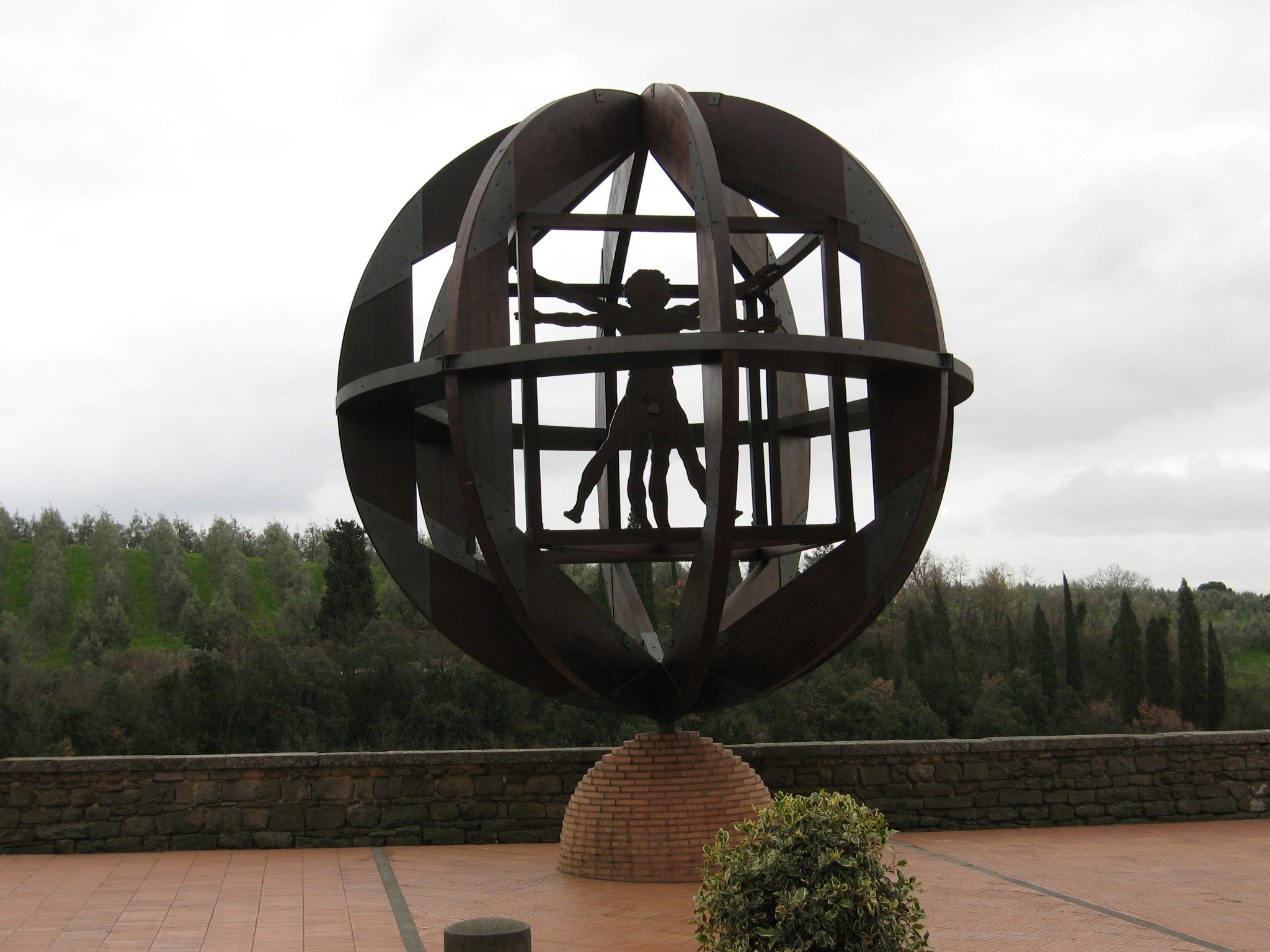
La sculpture en bois de Mario Caroli.